# Dianthus balansae
Dianthus balansae Boiss.  är en nejlikväxt som ingår i släktet nejlikor och familjen nejlikväxter. 
Inga underarter finns listade i Catalogue of Life.